# استیو بیکر (بازیکن فوتبال، زاده ۱۹۶۲)
استیو بیکر (انگلیسی: Steve Baker؛ زادهٔ ۲ دسامبر ۱۹۶۱) بازیکن فوتبال اهل بریتانیا است.
از باشگاه‌هایی که در آن بازی کرده‌است می‌توان به باشگاه فوتبال ساوت‌همپتون، باشگاه فوتبال ای‌اف‌سی بورنموث، باشگاه فوتبال بیزینگ‌استوک تاون، باشگاه فوتبال آلدرشات تاون، باشگاه فوتبال فارن‌بورو، باشگاه فوتبال برنلی، و باشگاه فوتبال لیتون اورینت اشاره کرد.